# A hangszóró története
A fizika és annak az elektromossággal foglalkozó ága  a távíró továbbfejlesztésével eljutott arra a felismerésre, hogy elektromossággal hangot lehet kelteni. Hangszórónak nevezzük azokat az elektronikai eszközöket, amelyek elektromos jelet hallható hanggá alakítanak.
Számos nem elektromos hangtovábbító és -visszaadó eszközt is kikísérleteztek. Ilyen a csőben vezetett hang, a „hangtelefon” (régen például a hajókon használták), a klasszikus gramofon, stb.
Az első elektroakusztikus kísérletek között szerepelt az az elképzelés, ami a hangvisszaadást egy tekercs hangfrekvenciás mágneses terébe helyezett rezgő (hangolt) lemezkékkel szerette volna megoldani. (Ezen az elven konstruálták később a hálózati frekvenciamérő műszereket.) Hasonló lehetett a megoldás a szájharmonika kialakításához, végső soron egy tekercsbe helyezett, kissé átalakított szájharmonikáról volt szó. Ehhez hasonlóan képzelték el a mikrofont is. Noha az elképzelés alapját a hang hullámokra való felbontása adta, és ez az elv önmagában működőképesnek tűnik, a kísérletek mégsem vezettek használható eredményre.
Az első sikeres megoldások az elektromágnes működése alapján készültek. A fejlesztéseknek két fő iránya alakult ki. Az egyik mágneses elvű, azaz egy elektromágnesbe vezetett hangfrekvenciás jel hozza létre a változó mágneses erőteret, és ez hat egy mágneses diafragmára, ennek mozgása hozza létre a hangot. A másik irányzatnál egy erős mágneses térben helyezik el a tekercset (sound coil), és erre a tekercsre ható erő hozza létre a nem mágneses membrán mozgását. Ezt dinamikus elvnek, vagy az angolszász irodalomban mozgótekercsesnek (moving coil) nevezzük. A hangszóró történetének hőskorában más működési elv még nemigen merült fel, noha készültek kristályhangszórók, hallgatók és egyéb egzotikus konstrukciók: minden más megoldás vagy gyengének vagy rossz minőségűnek bizonyult.

## Jelentősebb mérföldkövek
- Az első akusztikus lépést még a múlhatatlan emlékű Nikola Tesla alapozta meg, amikor a szénmikrofon működéséről beszélt. Ezt a megoldást Bell később telefonjában alkalmazta.
- 1874-ben Ernst Werner von Siemens adott be egy szabadalmi kérelmet az USA-ban egy magneto-elektromos készülékre. Ez egy mágneses térben mozgó tekercset tartalmazott, de hangvisszaadás céljaira nem alkalmazták.
- 1876-ban Alexander Graham Bell szabadalmaztatta a telefont. A konstrukció egy fontos dolgot tartalmazott: a gramofonok mintájára egy kisméretű hangtölcsért. Eleinte a hallgatót mikrofonként is használták, azaz felváltva beszéltek bele és hallgatták.
- Míg a Bell-féle megoldás inkább mágnesesnek nevezhető (lágymágneses lemezből készült a membránja), Siemens a dinamikus, azaz mozgótekercses megoldást alkalmazta nem-mágneses membránnal. Ezt Siemens hangtölcsérrel kiegészítve 1877-ben Németországban és később az Egyesült Királyságban is szabadalmaztatta.
- 1898-ban Oliver Lodge Angliában benyújtotta a dinamikus hangszóró légrésére, annak távtartására vonatkozó szabadalmi kérését.
- 1901-ben szintén Angliában írta le először John Stroh a tölcsér alakú membránt, bordázott papírszéllel.
- 1908 a központosító pille (centering spider) első alkalmazásának éve, Anton Pollak ekkor szabadalmaztatta az USA-ban.
- 1911–ben Edwin S. Pridham és Peter L. Jensen kifejlesztette a Magnavox elnevezésű, első, ma is ismert formájú dinamikus hangszórót. Az alkalmazott lengőtekercses hangszóró ekkor még sajnálatosan keskenysávú volt, igazán zenei célokra csak korlátozottan volt alkalmas. Igazi bemutatója 1915-ben a San Diegó-i City Hall-ban volt, zenét sugároztak vele a közönségnek.
- 1915 a lengőnyelves (balanced armature) hangszóró születési éve. A Bell Lab-ban Harold Arnold vezetésével indított hangrendszer-fejlesztés keretében vezették be. Ez a megoldás már közszükségleti célokra is alkalmassá tette a hangszórót.
- 1918-ban A Bell Lab-beli Henry Egerton nyújtotta be az elkészült lengőnyelves hangszóró szabadalmi leírását.
- 1921-ben a Magnavox rendszerű hangszóró tölcséres (horn) kivitelét is elkészítették. Ugyanekkor C. L. Farrand kialakította a Phonetron elnevezésű dinamikus hangszóróját, amelyet már az asztali rádiókban alkalmaztak.
- 1923-ban született meg a híres Thorophone hangszóró.
- 1924-ben a Siemens-nél tevékenykedő Frank Capps nyújtotta be szabadalomra a H. Egerton lengőnyelves rendszeréhez hasonló működési elvű, de saját konstrukcióját. Ezzel a megoldással a hangszórót alkalmazhatóvá tették a telepes táplálású rádióknál.
- 1925-ben Chester W. Rice és Edward W. Kellogg a Bell Lab-ban konstruálta meg a Rice-Kellogg néven jegyzett közvetlensugárzó gerjesztett dinamikus hangszórót, amelyet szabadalmaztattak. Ez a szerkezet már jelentős teljesítmény leadására volt képes, nagy mérete miatt elsősorban színházakban, mozikban alkalmazták. A hangterelő tölcséres jellegű illesztő megoldása mind a mai napig használatos megoldás – természetesen lényegesen jobb hangszórómotorral megépítve.
- 1925-ben, Victor Ortophonic alkalmazott exponenciális tölcsért fonográfjában. (Ez lesz később az alapja a közismert Klipsch hangszórónak.) Ortophonic alkalmazott a fonográf technikájában először teljesen elektronikus megoldást, hangszedővel és elektroncsővel.
- 1926 a futurisztikus alakú Vitaphone és a Movietone típusok (Bell Lab) születési éve. A Vitaphone tölcséres sugárzó 100 Hz–5 kHz átvitelével, és – még ma is egyedülálló – 25%-os hatásfokával tűnt ki. (Érdekességként megjegyezzük, hogy a mai hangszórók 0,2–2%-os hatásfokkal rendelkeznek). A 205D még lengőnyelves, de az 555W típusú már mozgótekercses (dinamikus) rendszerű volt.
- 1928-ban Herman J. Fanger írta le az első koaxiális hangsugárzó megoldást, amely még egyazon motorral, de kettős membránnal üzemelt. A nagyobb, külső membrán a mély hangokat sugározta, míg a belső, kis tölcsér a magas hangokat. Ezt a megoldást alkalmazzuk a mai napig – noha viták folynak a minőségéről. A maga módján és idejében mégis egy hatalmas lépés volt a minőségi hangvisszaadás terén.
- 1929-ben E. W. Kellogg szabadalmaztatta az elektrosztatikus hangszórót, amelyet sok kicsi panel összekapcsolásával képzelt el. A Westinghouse-nál J. D. Seabert olyan tölcséres sugárzót készített, amely képes volt egy nagy színházterem teljes kihangosítására.
- 1930-ban Albert L. Thuras találmánya került a Szabadalmi Hivatal elé. Ez volt a „bass-reflex” elven alapuló hangsugárzó doboz.
- 1931-ben a Bell Lab-ban készült el az első kétutas hangszóró, pontosabban két hangszóróból álló rendszer. Ezt „divided range”-nek, azaz megosztott sávúnak nevezték. Az egyik egy tölcsérrel ellátott sugárzó, míg a másik egy dinamikus kialakítású hangszóró volt.
- 1932-ben színházi célra az RCA készített egy valódi kétutas rendszert: egy nagyméretű tölcsérrel 40 Hz-es alsó határt értek el. Ugyanebben az évben Hans Voigt elektrosztatikus hangszóróját szabadalmaztatta az Egyesült Királyságban.
- 1933-ban H. A. Frederick (Bell Lab) mutatta be a háromutas hangsugárzó rendszert, amely már középsugárzót (present, vagy middle) is tartalmazott.
- 1933 a Stereophonic, vagyis a sztereó hangzás bemutatási éve. Érdekessége, hogy mindjárt 3 csatornán üzemelt, azaz a jobb és a bal csatorna mellett egy mai értelemben „center” csatornát is alkalmaztak. Kifejlesztésében Dr. Wente és A. L. Thuras vettek részt. (Bell Lab). Az első igazi sztereofonikus hangközvetítés Puskás Tivadar Telefonhírmondójánál (1893. február 15-én) jelent meg, ami műszakilag nem volt teljesen zavartalan minőségű, és a hangzás jelentőségét sem aknázták ki kellőképpen.
- 1937-ben Berlinben Eugen Beyer konstruálta az első dinamikus fejhallgatót, ami azonnal stúdióminőségűre sikerült. Típusa Beyerdynamic DT 48. A hasonló elvű dinamikus mikrofonját (M19B) előszeretettel használta sok stúdió és adóállomás.
- 1940-ben alkotta meg Paul W. Klipsch a róla elnevezett tölcséres hangsugárzót. Fontossága, hogy az eddig alkalmazott hatalmas, trombitaszerű tölcsér-alkotmányokat egy ládába hajtogatta, tehát lényegesen kisebb méretűre szorította össze.
- 1945-ben az Altec Lansing Corporation forgalomba hozta Voice of the Theater (= „a színház hangja”) rendszerét.
- 1949-ben a Bell Lab-nál W. E. Kock és F. K. Harvey kidolgozta az akusztikus lencsét.
- 1951-ben Siegfried Klein Párizsban bemutatta Ionophon, más néven plazmahangszóróját. A membránt „tömeg nélküli” iontér képviselte, ezért a kapott hang fenomenális minőséggel rendelkezett. A kis kivehető teljesítmény, a mélyhangok hiánya és a működésével kapcsolatos technikai nehézségek nem segítették az elterjedését.
- 1953-ban kapott védjegyoltalmat A. Janszen egy elektrosztatikus magashang-sugárzó hangszóróra.
- Az ötvenes évek elejéig a jelentősebb színházi hangosításra Rice-Kellogg rendszerű hangszórót használtak, de ez – elsősorban méretei miatt – alkalmatlan volt házi körülmények közötti üzemeltetésre. Erre a célra általában a gyengébb minőségű, de könnyen gyártható, olcsóbb, lengőnyelves hangszórókat alkalmazták. Edgar Villchour egy Western Electric gyártmány átalakításával elkészítette az első lágy felfüggesztésű hangszórót, ezzel a zárt dobozt és a légfelfüggesztéses mélynyomót alkotta meg (1954). Ezzel egy csapásra házi használatra is alkalmas, kiváló mélyátvitelt valósított meg, elfogadható méretek mellett. Ugyancsak ő 1958-ban kis cégének harmadik típusú hangfalánál a magashangok lesugárzásához egy új konstrukciót alkalmazott, a dómsugárzót („tweeter” = csipogó). Az új hangfalkonstrukcióval megnyílt az út a minőségi hangvisszaadás felé.
- 1957-ben alkotta meg Peter Walker a – méltán híres – Quad ESL lapos paneles elektrosztatikus hangfalát. A Quad az 50-es években alkalmazta először a szalaghangszórót, amely igen alkalmas a magashangok lesugárzására is, igaz, eléggé nagy méretek mellett.
- Az 1960-as években Faulkus leporolta az Ionophone rendszert és újratervezte. A nehézségek miatt a projekt nem folytatódott.
- 1962-ben Beyerdynamic Transistophone néven piacra került az első vezeték nélküli mikrofon.
- 1973-ban megjelent a DT204 kvadrofon fejhallgató a Beyerdynamic-tól.
- 1974-ben volt az Eartquake bemutatója. Jelentőségét a monumentalitása adja: négy hatalmas tölcsérrel és egyéb sugárzókkal összesen 1000 W teljesítménnyel vezérelték, ami abban az időben – különösen a jó hatásfokú tölcsérekkel – lehengerlő hangerejű lehetett. A hangzást az Universal Pictures Sensurround rendszerével négysávos mágneses hangsávú 35 mm-es film biztosította.
- 1976-ban a Beyerdynamic megalkotta az első elektrosztatikus fejhallgatót, amit 1980-ban dobtak piacra.
- 1982-ben George Lucas és Tomlinson Holman a THX minősítést először alkalmazta „A jedi visszatér” című filmnél. Noha nem jelent műszaki előrelépést a THX bevezetése, de – mint egy szigorú műszaki és akusztikus paraméter-szabvány és elvárás – a THX minősítés megszerzése magas színvonalat garantál. A THX megjelölés egy házimozi dobozán semmiféle érdemi jelentéssel nem bír, hiszen a nappalinkba telepített masinát nagyon ritkán fogja a Lucas hangmérnöke bemérni és igazolni a minősítési szempontoknak való megfeleltetését.
- 1996-ban a ma NXT néven ismert társaság kidolgozta az elosztott-módú hangszórót (DML: Distributed Mode Loudspeaker). Ebben (eldobva a kónuszos alakú membrán elvét) a membránt egy nagyméretű sík lap jelenti. Itt a hangot az egész lap (közel) egyidejű mozgása sugározza le. A kifejlesztésre Dr. Ken Heron 1991-évi szabadalma alapján került sor. A DML továbbfejlesztése NXT néven ismert.
- 1998-ban Benwin piacra dobta az első DML lapos panelt.
- 2000-ben a New Transducers Limited–nél (NXT) Joerg Panzer fejlesztette tovább a DML-t: több egymást követő síkmembránt és membránonként külön meghajtómotort alkalmazott.